# 5987 Liviogratton
5987 Liviogratton è un asteroide della fascia principale. Scoperto nel 1975, presenta un'orbita caratterizzata da un semiasse maggiore pari a 2,4325892 UA e da un'eccentricità di 0,1573057, inclinata di 5,41728° rispetto all'eclittica.
L'asteroide è dedicato all'astronomo italiano Livio Gratton, direttore dell'Osservatorio Nazionale Argentino e presidente della Società astronomica italiana.